# Rémi Féraud
Rémi Féraud, né le 24 août 1971 à Versailles, est un homme politique français.
Maire du 10e arrondissement de Paris entre 2008 et 2017, premier secrétaire de la fédération socialiste de Paris entre 2008 et 2015 puis entre 2018 et 2021, il est président du groupe socialiste au Conseil de Paris depuis 2014 et sénateur depuis 2017.

## Biographie

### Famille
Son père était ingénieur chez Total, et sa mère professeure d'histoire-géographie.

### Formation et carrière (1988-2002)
Après l'obtention de son baccalauréat en 1988, Rémi Féraud suit des études de commerce et de gestion. Il est diplômé de l’École supérieure de commerce de Paris (1992) puis de Sciences-Po (1994).
Professionnellement, il intègre en 1998 les services de la commune de Montmagny, en qualité de responsable de la communication municipale. En 2001 et 2002, il travaille au sein du cabinet d’Alain Richard, ministre de la Défense.

### Débuts en politique (1993-2008)
En 1993, il adhère au Mouvement des jeunes socialistes, puis en 1994 au Parti socialiste dans la section du 10e arrondissement de Paris. Il prend la responsabilité du groupe local du MJS dans le nord-est de Paris en 1995 puis devient responsable régional en Île-de-France des Jeunes socialistes en 1997. L'année suivante, il est élu secrétaire de section par les militants socialistes du 10e arrondissement de Paris.
Il est élu conseiller municipal à l'occasion des élections municipales de mars 2001 et élu dans la foulée premier adjoint au maire du 10e arrondissement, Tony Dreyfus. En 2002, Danièle Hoffman-Rispal, élue députée de la sixième circonscription de Paris, le choisit par ailleurs comme assistant parlementaire.

### Maire d'arrondissement (2008-2017)

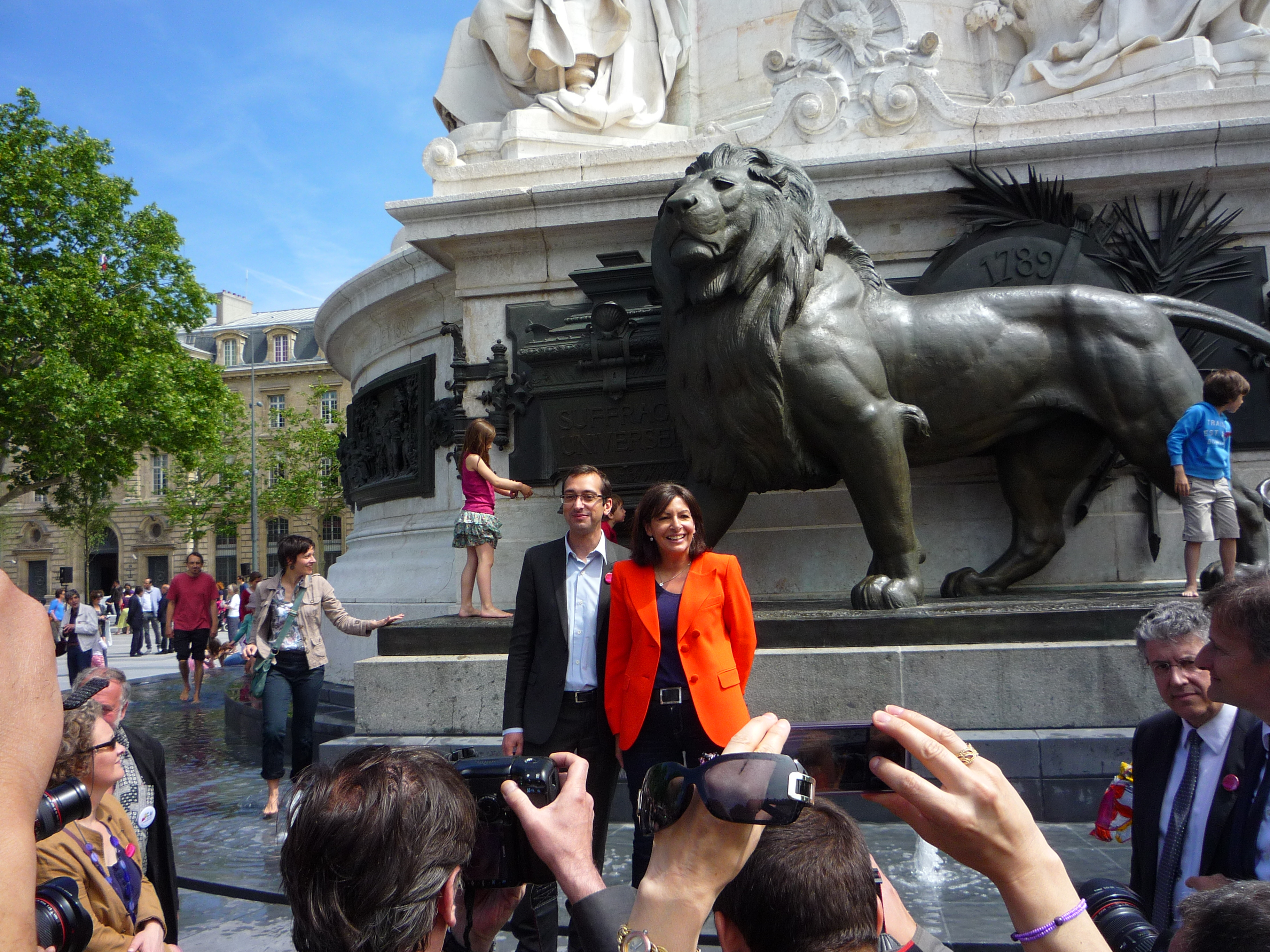
Rémi Féraud avec Anne Hidalgo lors de l'inauguration de la Place de la République en 2013 à Paris.

En 2008, il mène dans le 10e arrondissement de Paris la liste « Paris, un temps d'avance avec Bertrand Delanoë », rassemblant le Parti socialiste (PS), le Parti communiste (PCF) et le Parti radical de gauche (PRG), qui obtient 48,5 % des voix au premier tour. Au second tour, après fusion avec les listes écologistes, il l’emporte avec 75 % des voix. Il est élu maire de l’arrondissement deux semaines plus tard, le 29 mars 2008.
La même année, à l'occasion du congrès de Reims du Parti socialiste, il est élu premier secrétaire fédéral à Paris, succédant à ce poste à Patrick Bloche. Il est réélu à la tête de la fédération de Paris lors du congrès de Toulouse, en 2012, à la suite de l'élection présidentielle. À cette occasion, il devient membre du bureau national du Parti socialiste. Après le congrès de Poitiers en 2015, Emmanuel Grégoire lui succède à ce poste.

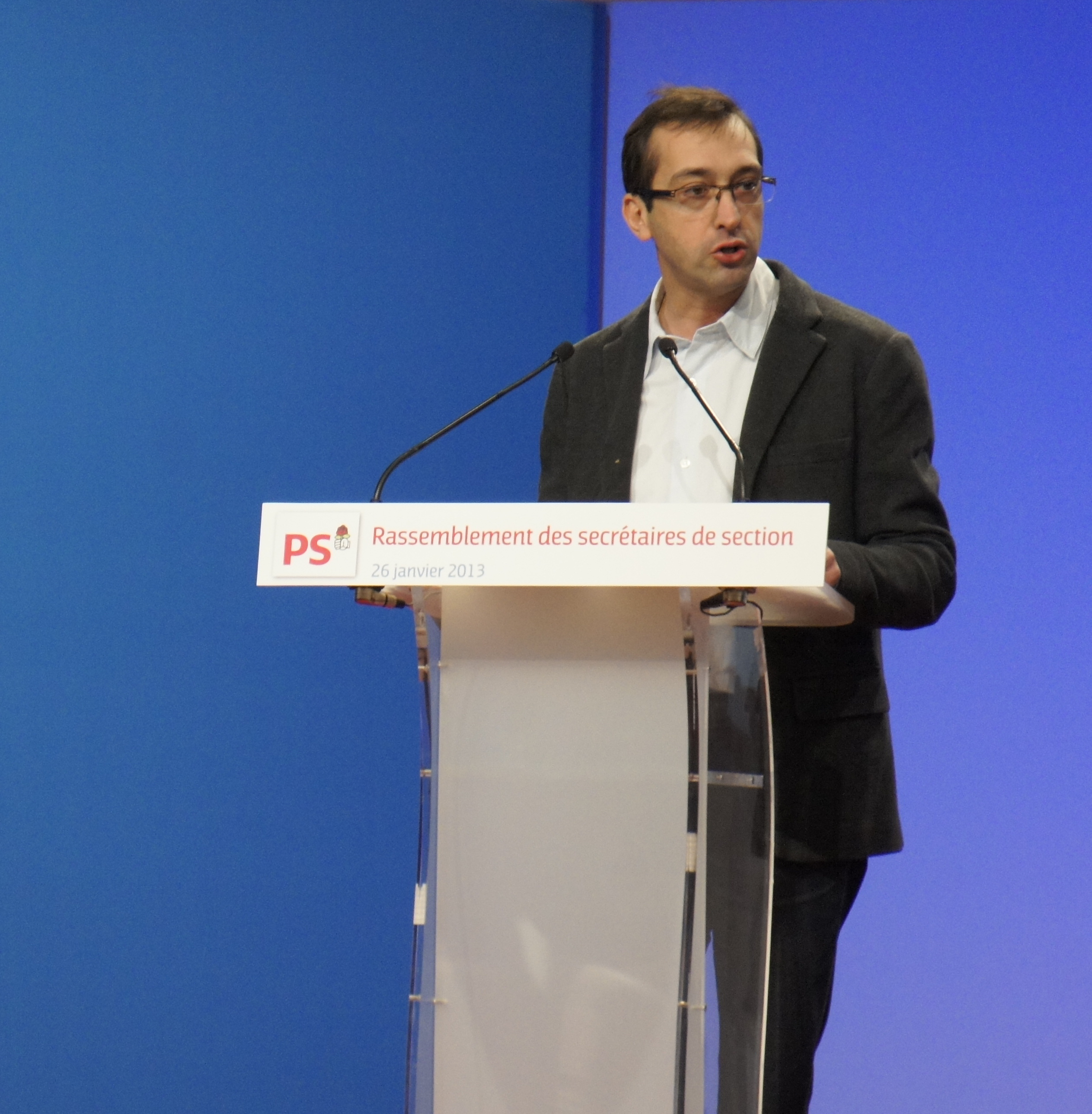
Rémi Féraud en 2013 à la Maison de la Mutualité à Paris.

En 2013, à la suite de la volonté du gouvernement d'expérimenter le concept de site d'injection supervisée (ou « salle de consommation de drogue à moindre risque », couramment appelée « salle de shoot »), il s'engage avec la municipalité parisienne à permettre la mise en place d'un tel dispositif dans le 10e arrondissement, une décision qui suscite l'inquiétude de nombreux riverains mais qui sera finalement mise en œuvre sur le site de l'hôpital Lariboisière à l'automne 2016.
À l'approche des élections municipales de mars 2014, il participe à l'équipe de campagne de la candidate socialiste Anne Hidalgo et devient son codirecteur de campagne au côté de Jean-Louis Missika. Le 10 octobre 2013, il est reconduit comme tête de liste PS dans le 10e arrondissement.
La liste qu'il conduit est en tête à l'issue du premier tour avec 44,4 % des voix. Elle fusionne avec la liste Europe Écologie Les Verts conduite par Anne Souyris et obtient au second tour 66 % des voix face à la liste de la candidate UMP Déborah Pawlik. Il s'agit du meilleur score des listes soutenant Anne Hidalgo dans l'ensemble des arrondissements parisiens. À l'issue des élections municipales de 2014, Rémi Féraud devient également président du groupe socialiste et apparentés au Conseil de Paris.
Dans le cadre de l'élection régionale de 2015 en Île-de-France, il est le directeur de campagne de Marie-Pierre de La Gontrie, tête de liste PS à Paris.
À la suite de son élection au Sénat, il démissionne de son mandat de maire du 10e arrondissement, tout en restant membre du conseil d'arrondissement, en vertu de la loi sur le non-cumul des mandats. Alexandra Cordebard lui succède comme maire de l'arrondissement en octobre 2017.
Il est membre du comité politique de la campagne de Vincent Peillon pour la primaire citoyenne de 2017 puis soutient la candidature de Benoît Hamon après la primaire citoyenne organisée par le Parti socialiste.

### Sénateur de Paris (depuis 2017)
Rémi Féraud est tête de liste PS aux élections sénatoriales 2017 à Paris. La liste qu'il conduit remporte quatre sièges et il est élu sénateur de Paris (Ile-de-France), le 24 septembre 2017. Il est membre de la commission des finances du Sénat et rapporteur de la mission « Action extérieure de l'État ». Dans le cadre de sa mission de contrôle budgétaire du ministère de l'Europe et des Affaires étrangères, il établit en 2018 avec son collègue Vincent Delahaye un rapport sur les enjeux financiers de l'enseignement français à l'étranger.
Depuis 2017, il mène le combat contre la niche fiscale pour les locations de meublés touristiques de type Airbnb. Lors de l'examen du projet de loi de finances pour l'année 2024, un amendement transpartisan est adopté au Sénat pour réduire cet abattement fiscal dans les zones qui rencontrent des difficultés d'accès au logement. Le 6 mars 2024, il dépose avec ses collègues Ian Brossat (PCF) et Max Brisson (LR) un recours devant le Conseil d'Etat pour faire respecter la mesure adoptée en loi de finances pour 2024. Le 21 mai de la même année, la proposition de loi pour réguler le marché des meublés touristiques est adoptée par le Sénat. La loi est définitivement adoptée par l'Assemblée nationale le 7 novembre 2024.
Membre du conseil d'administration de l'Institut kurde de Paris, il intervient régulièrement au Sénat pour alerter sur le sort des Kurdes au Moyen-Orient, en séance et au sein du groupe de liaison, de réflexion, de vigilance et de solidarité avec les chrétiens et les minorités au Moyen-Orient et les Kurdes, présidé par Bruno Retailleau.
En décembre 2018, après la démission d'Emmanuel Grégoire devenu premier adjoint à la maire de Paris, il redevient premier secrétaire de la fédération PS de Paris. David Assouline lui succède en février 2021.
Le 3 mai 2023, sa proposition de loi visant à renforcer l'accessibilité et l'inclusion bancaires est adoptée en première lecture au Sénat. Son objectif est double : renforcer l'égalité territoriale bancaire et préserver le pouvoir d'achat, notamment des personnes en situation de fragilité bancaire.
Rémi Féraud est tête de liste du rassemblement de la gauche et des écologistes aux élections sénatoriales 2023 à Paris. La liste qu'il conduit remporte huit sièges sur douze et il est réélu sénateur de Paris (Ile-de-France) le 24 septembre 2023.
Le 24 janvier 2024, le Sénat adopte, en première lecture, la proposition de loi déposée par Rémi Féraud et qui instaure un décompte annuel des personnes sans abri sur l'ensemble du territoire, sur le modèle de la Nuit de la solidarité lancée à Paris en 2018.
Le 16 mai 2024, il porte au Sénat la proposition de loi socialiste visant à réduire et à encadrer les frais bancaires sur succession, qui limite les frais appliqués par les banques à la clôture des comptes des personnes décédées. Elle est adoptée en première lecture.
Le 10 octobre 2024, sa proposition de loi visant à mettre en place une imposition des sociétés plus juste et plus écologique est discutée en première lecture au Sénat.
Le 26 novembre 2024, Anne Hidalgo annonce ne pas se représenter aux Élections municipales de 2026 à Paris et souhaiter qu'il soit le candidat de gauche à la Mairie de Paris. Il déclare être « prêt à reprendre le flambeau ».
Le 30 juin 2025, Rémi Féraud perd la primaire socialiste en rassemblant 44,37 % des suffrages exprimés (678 voix) face à Emmanuel Grégoire qui obtient 52,75 % (806 voix) et Marion Waller 2,94 % (44 voix). Prenant acte de sa défaite, il apporte son soutien à Emmanuel Grégoire, estimant toutefois que son « score doit être considéré ».

## Vie privée
Il est ouvertement homosexuel, en couple depuis 1992 avec David, qui travaille au Crédit Agricole.

## Synthèse des résultats électoraux

### Élections sénatoriales
Les résultats ci-dessous concernent uniquement les élections où il est tête de liste.
| Année | Liste           | Liste | Département | Voix  | %     | Rang   | Sièges |
| ----- | --------------- | ----- | ----------- | ----- | ----- | ------ | ------ |
| 2017  |                 | PS    | Paris       | 711   | 24,33 | 1er    | 4 / 12 |
| 2023  | PS-PCF-G·s-EÉLV | 1 548 | Paris       | 54,58 | 1er   | 8 / 12 |        |

### Élections municipales
Les résultats ci-dessous concernent uniquement les élections où il est tête de liste.
| Année | Liste           | Liste             | Commune   | 1er tour | 1er tour | 1er tour | 2d tour | 2d tour | 2d tour | Sièges obtenus | Sièges obtenus |
| Année | Liste           | Liste             | Commune   | Voix     | %        | Rang     | Voix    | %       | Rang    | CA             | CP             |
| ----- | --------------- | ----------------- | --------- | -------- | -------- | -------- | ------- | ------- | ------- | -------------- | -------------- |
| 2008  |                 | PS-PCF-MRC-PRG-LV | Paris 10e | 13 766   | 48,54    | 1er      | 19 667  | 74,96   | 1er     | 11 / 12        | 5 / 6          |
| 2014  | PS-PRG-PCF-EÉLV | 11 973            | Paris 10e | 44,36    | 1er      | 17 898   | 66,04   | 1er     | 12 / 14 | 6 / 7          |                |